# Плахотнюк, Владимир Георгиевич
Влади́мир (Вла́д) Гео́ргиевич Плахотню́к (рум. Vladimir (Vlad) Plahotniuc; род. 1 января 1966, с. Питушка, Каларашский район, Молдавская ССР, СССР) — молдавский политический деятель, бизнесмен и олигарх. Экс-председатель Демократической партии Молдовы. Бывший депутат парламента Республики Молдова двух созывов (декабрь 2010 — октябрь 2013, декабрь 2014 — июль 2015) и первый вице-председатель парламента (2010—2013).
Плахотнюк принадлежит к числу богатейших людей Молдовы или даже является самым богатым в стране. Считалось, что в 2010-е годы он был самым влиятельным человеком в стране и предполагается, что он контролировал правительство, парламентское большинство и органы власти Республики Молдова в целом. Доминирование Плахотнюка на молдавской политической арене завершилось в июне 2019 года, когда в результате политического кризиса второе правительство Павла Филипа было вынуждено уйти в отставку.
Плахотнюка неоднократно обвиняли не только в манипулировании политическими силами страны, но и в причастности к преступной деятельности. В России он является фигурантом трёх уголовных дел, в Молдове — одного.
Известен также под именем Влад Улинич (фамилия по материнской линии).
За вмешательство во внутренние дела Молдовы находится под санкциями США, Канады и всех стран Европейского союза.
Арестован 22 июля 2025 года в Греции .

## Образование
В 1983 году окончил среднюю школу в селе Грозешть Ниспоренского района. В 1991 году получил первое высшее образование в Техническом университете Молдовы, на факультете «Технология пищевой промышленности», по специальности инженера.
В 2002 году по программе того же университета получил образовательную степень магистра делового управления.
В 2006 году получил второе высшее образование в Государственном университете Молдовы, на факультете «Право», по специальности юриста.

## Профессиональная карьера
В 1991—1993 годах работал в Центре по предотвращению и реабилитации несовершеннолетних жертв насилия «Минор», созданном при примарии Кишинёва. Работал в должности экономиста в компании с иностранным капиталом Euro Est Hundel Ltd Moldova, а позже в компании Voyage Ltd Moldova.
В 1995 году основал молдавско-американскую финансовую группу Angels, которую возглавлял до 2001 года.
С 2001 года был назначен на должность коммерческого директора одной из крупнейших компаний по импорту и продаже нефтяных продуктов АО Petrom Moldova. Позже стал генеральным директором данной компании и проработал на этом посту до 2010 года.
В 2005 году был избран на должность вице-председателя совета общества первого акционерного коммерческого банка Victoriabank, одного из самых крупных банков Молдовы. В 2006 году был избран председателем совета общества и выполнял свои функции до января 2011 года.

## Политическая деятельность
Вечером 19 ноября 2010 года на заседании политического отдела Демократической партии Молдовы (ДПМ) было принято решение включить Владимира Плахотнюка в партийный список под вторым номером. С этого момента он становится кандидатом на должность депутата парламента Республики Молдова, снимает с себя полномочия по управлению коммерческими структурами и посвящает себя политической деятельности.
30 декабря 2010 года на заседании Национального политического совета ДПМ было принято решение об избрании Владимира Плахотнюка на должность вице-председателя партии. В тот же день он был избран первым вице-председателем Парламента Республики Молдова. Позже он был избран членом парламентской комиссии по экономике, бюджету и финансам.
19 мая 2011 года назначен вице-председателем Национального совета по реформе правоохранительных органов, созданного на основании указа исполняющего обязанности президента Республики Молдова Мариана Лупу.
В качестве первого вице-председателя Парламента Республики Молдова Владимир Плахотнюк представлял интересы Республики Молдова в рамках зарубежных поездок с официальными визитами, а также на официальных встречах с иностранными политическими лидерами.
2 марта 2011 года Владимир Плахотнюк посетил Страсбург с официальным визитом в сопровождении исполняющего обязанности президента Республики Молдова Мариана Лупу.
С 13 по 15 июня 2011 года принимал участие в девятой конференции председателей парламентов стран-членов Процесса сотрудничества в Юго-восточной Европе.
28 июня 2011 года в составе официальной дипломатической делегации Плахотнюк посетил Германию. В рамках программы Плахотнюк встретился со своим немецким коллегой Вольфгангом Тирзе, вице-президентом Бундестага; Гернотом Ерлером, вице-председателем парламентской фракции Социал-демократической партии Германии в Бундестаге; Райнером Линднером, исполнительным директором Комитета по делам Восточной Европы и Экономики Германии; Манфредом Грундом, членом Христианско-демократического союза Германии и Председателем немецко-молдавского Форума Райнером Стинблоком, вице-председателем немецко-молдавского Форума и с Николаусом Графом Ламбсдорфом бывшим послом ФРГ в Республике Молдова.
26 июля того же года Влад Плахотнюк посетил Палату Представителей Республики Кипр.
19-20 сентября 2011 года Плахотнюк посетил с официальным визитом Палату Депутатов Чешской Республики.
6 мая 2011 года у Плахотнюка состоялась встреча с Председателем Парламентской ассамблеи ОБСЕ Петросом Эфтимиу. 27 мая 2011 года встретился с Жозепом Касадевалем, председателем третьей Секции ЕСПЧ.
Владимир Плахотнюк состоял в межпарламентской ассамблее стран-членов СНГ, парламентской ассамблее Совета Европы, парламентской группе дружбы со Швейцарией, парламентской группе дружбы с Грецией и в группе дружбы с Венгерской Республикой.
В конце октября 2013 года он отказался от депутатского мандата, сказав, что он будет интенсивно посвящать себя работе партии.
На парламентских выборах в ноябре 2014 года он снова был избран на должность депутата Парламента Республики Молдова. Сдал свой мандат 30 июля 2015 года сразу же после того, как премьер-министром был избран Стрелец.
15 октября 2015 года, в день лишения Влада Филата парламентского иммунитета и его ареста, Влад Плахотнюк объявил что отказывается от должности первого заместителя председателя ДПМ, а также объявил о выходе из партии, до выяснения следствия по Banca de Economii (Сбербанк), как он сказал: «чтобы не были намёком на то, что он повлияет на расследование и не порочить образ ДПМ».
21 декабря 2015 года Плахотнюк объявил о своём возвращении в политику и в Демократическую партию Молдовы. Он заявил, что «будет непосредственно участвовать в формировании парламентского большинства, которое обеспечило бы стабильное правительство и, надеюсь, будет добиться успеха в сборе необходимых голосов для избрания президента страны в марте следующего года». Несколько часов спустя, утром 21 декабря, группа из 14 депутатов-коммунистов объявила, что они покидают фракцию Партии коммунистов Республики Молдова и что они будут создавать свою собственную парламентскую платформу: Социал-демократическая платформа для Молдовы. ДПМ и экс-коммунистическая группа начали обсуждать вопрос о формировании парламентского большинства и Влад Плахотнюк сказал, что он поддерживает идею создания в парламенте социал-демократическую платформу. Группа из 14 депутатов присоединилось ДПМ в марте 2017 года.
В январе 2016 года был выдвинут на должность премьер-министра Республики Молдова при поддержке Демократической партии Молдовы, кандидатура была отвергнута президентом Республики Молдова Николаем Тимофти из-за подозрений в несоответствии необходимым критериям неподкупности. Позднее, в этом же году, Плахотнюк стал исполнительным координатором Совета управляющих коалиций. В этой должности он заявляет о своей поддержке процессов модернизации Республики Молдова и её близости к Европейскому союзу, в том числе и в опубликованных в западной прессе статьях.
На VIII съезде Демократической партии Молдовы 24 декабря 2016 года Плахотнюк был избран председателем партии на следующие семь лет.
Плахотнюк был избран вице-президентом Социалистического интернационала на XXV съезде Организации, который проходил 2-4 марта 2017 года в Картахене, Колумбия. В ходе встреч обсуждались как политические события в Республике Молдова, так и в государствах собеседников, а также вопросы, касающиеся усилий по поддержанию мира и стабильности на местном, региональном и глобальном уровнях.
6 марта 2017 года во время пресс-конференции Влад Плахотнюк начал проект реформирования избирательной системы в Республике Молдова, заявив, что партия, которую он возглавляет, предлагает и утверждает, что избирательная система должна быть одномандатной и предлагать «реальную возможность для граждан решать, кого они избирают в парламент», но и заранее уволить депутата, если этот разочарует или совершит акты коррупции. В результате этой инициативы Демократическая партия Молдовы начала информационно-пропагандистскую кампанию по реформе, предложенной Плахотнюком. Проект был подвергнут критике в стране, где 18 НПО объявили бойкот дискуссии по предложению и за рубежом, где Моника Маковей описала предлагаемую систему как «опасную» для хрупкой демократии в Республике Молдова, поскольку «олигархи могут покупать голоса».
После рекламной кампании ДПМ 32 % респондентов опроса, проведённого в стране ИМАС, по заказу Promo-LEX, проголосовали за эту реформу, в то время как 23 % хотели сохранить существующую систему, а 21 % были склонны к смешанной системе, как это было предложено президентом Додоном.
10 мая 2017 года Плахотнюк заявил, что возглавляемая им партия предоставит всю необходимую политическую поддержку правительству для начала реформирования центрального управления. Таким образом, предлагалось чтобы из 16 существующих министерств осталось всего 9, и многие учреждения будут объединены в одну.
В ноябре 2017 года по инициативе Владимира Плахотнюка была запущена программа «Первый Дом», которая впоследствии продолжилась в Первый Дом 2 и в Первый Дом 3. Программа начала реализовываться правительством во главе с премьер-министром Филипом. Влад Плахотнюк заявил, что в 2018 году правительство обеспечит ремонт и строительство 1200 км дорог в сельской местности, независимо от политического окраса населённых пунктов.
16 июня 2019 года Демократическая партия Молдовы согласилась мирно передать власть новой коалиции, правительство Павла Филипа ушло в отставку. После этого ряд видных молдавских политиков, в том числе Плахотнюк покинули страну. 24 июня Плахотнюк объявил об уходе с поста председателя ДПМ.

## Предпринимательская деятельность
Владимир Плахотнюк является предпринимателем, который управлял компаниями из различных отраслей, в том числе из отрасли импорта и продажи нефтепродуктов, финансово-банковской деятельности, гостиничной деятельности, массмедиа и недвижимости.
В 2008 году Плахотнюка уже прозвали «молдавским Абрамовичем».
В августе 2010 года украинское бизнес-издание «Дело» опубликовал список самых богатых людей, в котором состояние Плахотнюка было оценено в 300 миллионов долларов США, заработанных во время его деятельности в «Victoriabank» и компании «Petrom Moldova».
По неофициальным данным, а также по информации, распространённой в местных СМИ, утверждается, что Плахотнюк является владельцем самой роскошной гостиницы в Молдове «Nobil», страховой компании «Asito» и ночного развлекательного клуба «Drive». По данным журналистских расследований, Плахотнюк также владеет отелем «Кодру» в Кишинёве, и охранным агентством «Argus-S».
Согласно декларации, представленной компанией General Media Group, частью которой являются телеканалы Publika TV, Prime, Canal 2 и Canal 3, а также радиоканалы Publika FM, Maestro FM и MUZ FM (бывший Prime FM), единственный акционер компании — Владимир Плахотнюк.
Согласно расследованию 2018 года ассоциации журналистов-расследователей RISE Moldova, Плахотнюк владеет четырьмя виллами в Западной Европе общей стоимостью более 30 миллионов евро.

### Ассоциация деловых людей Молдовы
АДЛМ — это неправительственная ассоциация, основанная Плахотнюком в 2010 году.
До вступления в политической деятельности партию в Демократической партии Молдовы 26 июля Владимир Плахотнюк основал Ассоциацию молдавских предпринимателей (АДЛМ), а через два месяца он начал свою работу на международном экономическом саммите.
По инициативе Плахотнюка АДЛМ начала сотрудничать с Академией наук Молдовы в контексте, в котором науке нужна поддержка из бизнес-среды. 25 октября 2010 года, на торжественном мероприятии АДЛМ вручила почётные грамоты 100 лучшим топ-менеджерам Молдовы.

### Благотворительный фонд Влада Плахотнюка «Edelweiss»
Владимир Плахотнюк известен как основатель фонда «Влада Плахотнюка Edelweis». Фонд, основанный в 2010 году, способствует развитию общества посредством продвижения социальных, культурных и образовательных проектов.

## Критика и обвинения
Плахотнюк был под наблюдением Интерпола с 2007 года, и как писал журнал Forbes, Интерпол подозревал его в связях с одной из крупнейших преступных группировок России — Солнцевской. Плахотнюк отвергал обвинения.
Весной 2008 года Плахотнюк, прозванный «молдавским Абрамовичем», после отставки правительства Василия Тарлева, был близок к тому, чтобы стать новым премьером страны.
Позже, к 2011 году, стало известно, что Плахотнюк был одним из главных спонсоров Демократической партии Молдовы. В прессе появлялась информация и о том, что он убедил Мариана Лупу выйти из ПКРМ и вступить в ДПМ.
Средства массовой информации Кишинёва спекулировали по поводу противоречивых высказываний бизнесмена Серджиу Мокану, бывшего советника по «особым вопросам» экс-президента Республики Молдова Владимира Воронина, о личности Владимира Плахотнюка, в которых первый назвал его «серым кардиналом» семьи Воронина. Этот ярлык достался Плахотнюку благодаря его деловым отношениям с представителями семьи бывшего президента. СМИ также утверждают, что Плахотнюк финансировал как Партию коммунистов Республики Молдова (до 2009 года) так и Демократическую партию Молдовы (с 2010 года).
В начале 2011 года, когда Плахотнюк был избран в парламент, публицистический журнал «Adevărul» опубликовал новость, согласно которой у Плахотнюка есть румынский паспорт на имя Влада Улинича. Политик не опроверг эти данные и заявил, что использовал фамилию по материнской линии из опасений возможной дискриминации своих детей по национальному признаку во время их обучения в Румынии. Позже он сообщил об изменении своей фамилии в румынских документах на фамилию «Плахотнюк».
В начале 2013 года премьер-министр Республики Молдова Владимир Филат утверждал, что Плахотнюк получил должность первого вице-председателя парламента, имея за спиной офшорные фирмы, украденные деньги и преступления, за которые он ответит.
Плахотнюка также называли кукловодом (рум. Păpușarul) и обвиняли во влиянии на все молдавские политические силы и манипулировании ими. В июне 2015 года бывший премьер-министр Республики Молдова Ион Стурза заявил в эфире телевидения: «[…] Молдова — захваченное государство, и контролирует его Плахотнюк […]».
Во время массовых протестов 2015—2016 годов в Молдове Global Business Center — офис фирм Плахотнюка — пикетировали митингующие. Когда в январе 2016 года президент Николай Тимофти отклонил кандидатуру Плахотнюка на должность премьера, в Кишинёве прошли два митинга: один в поддержку Плахотнюка, а другой против него. На следующий день митинг против Плахотнюка продолжился многотысячной манифестацией в центре Кишинёва.
7 апреля 2017 года министр внутренних дел Украины Арсен Аваков сообщил о предотвращении заказного убийства Владимира Плахотнюка в результате совместной международной операции правоохранителей Украины и Молдовы. По заявлению Генеральной прокуратуры Украины, сопровождали реализацию преступления представители ФСБ России, а целью убийства были «дискредитация правоохранительной системы Украины и ухудшение украинско-молдавских межгосударственных отношений».
Плахотнюк продолжает проживать на территории США, по информации СМИ, молдавский олигарх живёт в Майами на вилле олигарха Важи Джаши. Данную информацию частично подтвердило посольство США в Кишинёве, пресс-служба которого сообщила, что Плахотнюк действительно находится на территории США, проходя через административный процесс депортации (в Молдову), который «включая допустимые возможности апелляции, часто может занимать долгое время».
В ноябре 2021 года президент Республики Молдова Майя Санду заявила, что Плахотнюк не предстал перед судом из-за правоохранительных органов. По её словам, будут сделаны выводы и все причастные осуждены.

### Уголовное преследование в России

#### Обвинение в подготовке покушения
30 ноября 2017 года Басманный суд Москвы заочно арестовал и объявил в международный розыск Плахотнюка; на это решение была подана жалоба в Мосгорсуд. В России Плахотнюка обвинили по ч. 1 ст. 30, пп. «ж», «з», «л» ч. 2 ст. 105 УК РФ (приготовление к убийству, совершённому группой лиц из корыстных побуждений по мотивам политической, идеологической ненависти). По неофициальной информации, показания против Плахотнюка дал молдавский киллер Виталий Прока, отбывающий 20-летний срок в Румынии: он рассказал следствию, что 2012 году по заказу Плахотнюка совершил покушение на российского банкира Германа Горбунцова (последний выжил). Сам Горбунцов разыскивался молдавскими властями за махинации и подготовку покушения на бизнесмена Ренато Усатого, но Великобритания отказала в его выдаче генпрокуратуре Молдовы.
Демократическая партия Молдовы отреагировала на обвинения, предъявленные лидеру формирования Владимиру Плахотнюку российскими правоохранительными органами, заявив, что выступает против «провокаций, политических преследований и шантажа со стороны Российской Федерации по отношению к представителям партии, молдавскому правительству и парламенту».

#### Обвинение в причастности к «молдавской схеме» вывода средств за границу
22 февраля 2019 года МВД России сообщило о расследовании уголовного дела, возбуждённого по ст. 210 и 193.1 УК РФ (организация преступного сообщества, незаконный вывод средств за границу), фигурантом которого является Плахотнюк.
В рамках этого расследования 8 февраля был задержан и затем арестован Тверским районным судом Москвы Александр Коркин — акционер Victoriabank, первого коммерческого банка Молдавии, владельцем которого считается Плахотнюк. По версии российских правоохранительных органов, именно Плахотнюк вместе с Вячеславом Платоном (в 2017 году осуждённым молдавским судом и утверждающим, что его судимость — месть Плахотнюка, с которым он вступил в конфликт) организовал международное преступное сообщество, члены которого в 2013—2014 годах по надуманным основаниям и подложным документам перечисляли со счетов подконтрольных им фирм в российском банке «Западный» и Русском земельном банке валюту на счета нерезидентов (BC Moldindconbank S.A. и других) под предлогом продажи валюты. Полученные средства в рублях списывались с корреспондентских счетов российских банков в BC Moldindconbank S.A. по подложным решениям молдавских судов в пользу иностранных физических и юридических лиц. По версии МВД России, таким образом за пределы страны вывели более 37 млрд рублей. В числе фигурантов дела — совладелец Русского земельного банка, «Транспортного» и «Западного» Александр Григорьев (в августе 2019 года приговорён в России к девяти годам колонии по другому делу).
Сообщение МВД России о раскрытии этого преступления появилось за два дня до парламентских выборов в Молдавии, на которых, как отмечалось в прессе, Москва поддержала Партию социалистов, а основную конкуренцию ей должна составить занимающая проевропейскую позицию Демократическая партия (ДПМ) Плахотнюка.
В ДПМ информацию об уголовном преследовании Плахотнюка официально назвали попыткой вмешательства в выборы. Аналогичным образом оценил эту информацию спикер парламента, зампред ДПМ Андриан Канду, назвавший её спекуляцией.
Позже Плахотнюк был заочно арестован по этому делу Тверским районным судом Москвы.

#### Обвинение в руководстве наркокартелем
26 июня 2019 года МВД России сообщило, что следствие заочно предъявило обвинение Плахотнюку и его доверенному лицу Константину Цуцу в совершении преступления, предусмотренного частями 1 и 2 статьи 210 УК РФ соответственно (создание преступного сообщества и участие в нём), а также по 28 эпизодам контрабанды и незаконного сбыта наркотических средств в особо крупном размере. По сообщению ведомства, наркокартель организовали в июне-августе 2012 года Олег Прутяну (известный в криминальном мире как Борман) и ряд уроженцев Молдовы и Испании для поставок гашиша из Северной Африки через ЕС в страны СНГ, в том числе в Россию. В рамках спецоперации «Пиренейский излом», проводившейся совместно с молдавскими, белорусскими и испанскими спецслужбами, было привлечено к уголовной ответственности более 60 участников синдиката и изъято из оборота свыше 1 тонны гашиша. Плахотнюк, как считают в МВД России, вступил в сговор с лидерами организованной преступности Молдовы и ещё в 2012 году стал одним из руководителей и покровителей этой структуры, а посредником в его общении с Прутяну выступал Константин Цуцу — профессиональный спортсмен и экс-депутат от ДПМ.
Сообщается, что следователи собрали доказательства очной встречи Плахотнюка с Прутяну и познакомившимися с последним в 2000-е годы в португальской тюрьме Александром Стегереску (Сашей Спортсменом) и гражданином Испании Мануэлем Сильвио де ла Пасом (Лоло). На встрече обсуждалась схема поставок наркотиков. Следствие также полагает, что представители преступного сообщества, которым руководил Плахотнюк, занимались также «торговлей людьми, сутенёрством, заказными убийствами, рейдерскими захватами банков и предприятий, хищениями из финансово-банковской системы» Молдавии. Задержания ключевых фигурантов дела прошли в Испании, Молдавии и России в марте 2017 года, сам Прутяну был задержан в Кишинёве осенью 2017 года.
Об обширных связях Константина Цуцу с Борманом говорилось ещё в 2015 году в материалах расследовательского проекта RISE Moldova со ссылкой на данные прокуратуры Румынии.
Хотя в сентябре 2019 года Тверской районный суд отказал следствию в заочном аресте Плахотнюка по этому делу, Мосгорсуд вернул ходатайство на новое рассмотрение, и 14 ноября 2019 Плахотнюк был заочно арестован по обвинению в контрабанде наркотиков в составе организованной группы (ч. 4 ст. 229.1 УК РФ).

### Инициативы по расследованию деятельности Плахотнюка в Молдове
В апреле 2017 года Управление по расследованию организованной преступности и терроризма Румынии (DIICOT) возбудило дело о создании преступной группы, шантаже, мошенничестве и отмывании денег по заявлению вышеупомянутого Вячеслава Платона. Он утверждал, что Плахотнюк обманул его и лишил акций в банках и страховых компаниях Victoriabank, Banca de Economii, ASITO, Victoria-Asigurări и Alfa Engineering, организовав захват его бизнеса через молдавские власти — Центральный банк из Кишинёва и органы прокуратуры. В феврале 2018 года DIICOT обратилась в Бухарестский трибунал с просьбой утвердить заявление о передаче уголовного дела в Республику Молдова в связи с тем, что предполагаемые преступления не совершались на территории Румынии. В марте трибунал удовлетворил это заявление, после чего материалы дела поступили молдавским прокурорам.
В октябре 2018 года лидер партии «Действие и солидарность» Майя Санду обратилась в Генпрокуратуру страны с требованием начать уголовное преследование Плахотнюка за отмывание средств и лживые заявления об имуществе за рубежом. Основанием для таких требований Санду послужило расследование ассоциации журналистов-расследователей RISE Moldova о том, что Плахотнюк владеет четырьмя виллами в Западной Европе общей стоимостью более 30 миллионов евро. Генпрокуратура в декабре 2018 года сообщила об отказе в возбуждении уголовного дела.
В июне 2019 года, после политического кризиса, окончившегося бегством Плахотнюка из страны, новый министр внутренних дел Андрей Нэстасе заявил, что во исполнение постановления парламента о «захваченном государстве» и решения Высшего совета безопасности о расследовании отмывания средств через молдавские банки он обратится за институциональной поддержкой в расследовании к международным следственным органам, включая ФБР. При этом он отметил, что уверен в том, что основным бенефициаром преступных схем был Плахотнюк.
8 октября 2019 года Антикоррупционная прокуратура вызвала Плахотнюка на допрос в качестве подозреваемого по уголовному делу об отмывании средств; поскольку тот не явился, суд выдал ордер на его арест. 29 октября Национальный центр по борьбе с коррупцией объявил его в международный и межгосударственный розыск. 30 октября Антикоррупционная прокуратура наложила арест на счета Плахотнюка в Victoriabank, акционерный капитал его компании BB-Dializă SRL, уставный капитал SRL Bass-Systems и GMG Production SRL.
Согласно материалам дела, в 2013—2015 годах Плахотнюк создал схему отмывания преступных доходов: через ряд посреднических фирм он пропустил 18 млн долларов и 3,5 млн евро. Кроме того, в рамках параллельного расследования было установлено, что через один из офшоров Плахотнюка Tukumaan Ltd перечислил другим подконтрольным ему фирмам, задействованным в этой схеме, в общей сложности более 7,3 млн долларов и почти 2 млн евро. Одним из оснований возбуждения уголовного дела послужило обращение властей Швейцарии об обмене информацией. По делу в октябре 2019 года был задержан руководитель одной из молдавских компаний-посредников, задействованных в схеме, Виктор Гаммер.
18 марта 2020 года генпрокурор Александр Стояногло заявил, что Плахотнюку предъявлено новое обвинение в создании преступной организации, мошенничестве и отмывании денег. По словам прокурора, он был главным бенефициаром «кражи века», в результате которой из трёх банков исчез 1 миллиард долларов. Стояногло заявил также, что в США будет направлен запрос об экстрадиции Плахотнюка. Дело Вячеслава Платона генпрокурор назвал полностью сфальсифицированным и заявил, что приговор ему будет пересмотрен.
В конце сентября лидер «Нашей партии» Ренато Усатый сообщил, что Плахотнюк покинул США и находится на территории Турции, где ведёт активную политическую деятельность, встречаясь с молдавскими политиками. Данное заявление было крайне негативно воспринято МВД республики, которое распространило в СМИ сообщение, подчеркнув, что «заявления политиков и появившаяся в СМИ информация о местонахождении Плахотнюка поставили под угрозу действия правоохранительных органов нашей страны, что усложняет его розыск». Генеральная прокуратура Молдовы официально обратилась к турецким властям с просьбой подтвердить пребывание Плахотнюка в республике, на что получила положительный ответ из Анкары. Посольство США в Кишинёве прокомментировала ситуацию с Плахотнюком местным СМИ, подтвердив, что олигарх покинул территорию США и в дальнейшем не имеет права на въезд в Соединённые Штаты. При этом в дипломатической миссии не уточнили, почему Плахотнюку позволили свободно покинуть территорию США.
Скрывался на Северном Кипре. В феврале 2025 года Интерпол объявил его в розыск. 22 июля 2025 года был арестован в аэропорту Греции по запросу Интерпола. У задержанного Плахотнюка было изъято более 20 фальшивых удостоверений личности на разные имена, а также украинский, российский и болгарский паспорта.

## Санкции
13 января 2020 года госсекретарь США Майк Помпео обвинил Плахотнюка в коррупционной деятельности и заявил о введении Вашингтоном санкций против Плахотнюка и членов его семьи (супруги Оксаны Килдеску и сыновей Тимофея и Иннокентия) — все они лишаются права на получение американских въездных виз.
26 октября 2022 года за вмешательство во внутренние дела Молдовы попал под блокирующие санкции США так как он «несёт ответственность за коррупцию, причастен к ней или прямо или косвенно участвовал в коррупции, включая незаконное присвоение государственных активов, экспроприацию частных активов для получения личной выгоды».
30 мая 2023 года Плахотнюк попал в санкционный список стран Евросоюза за дестабилизацию ситуации в Молдове как «фигурант множества уголовных процессов в Молдове в связи с преступлениями, связанными с присвоением государственных средств Молдовы и их незаконным переводом за пределы Молдовы».

Он был обвинён по делу «Банковское мошенничество», экономические последствия которого до сих пор влияют на страну. Он также находится под следствием за подкуп бывшего президента Молдовы с передачей наличными в обмен на политические услуги. Благодаря своим серьёзным финансовым нарушениям в отношении государственных средств и несанкционированному вывозу капитала, Владимир Плахотнюк несёт ответственность за действия и реализацию политики, которая подрывает и угрожают демократии, верховенству закона, стабильности или безопасности в Республике Молдова путём подрыва демократической политической системы— «Официальный журнал Европейского союза», Брюссель, 30 мая 2023 года
Также, 30 мая 2023 года, Плахотнюк был внесён в санкционный список Канады «российских коллаборационистов в Молдове» введённый против «олигархов, бизнесменов, парламентариев и политиков, связанных с Россией».

## Семья
Жена — Оксана (урожд. Килдеску). Сыновья — Тимофей и Иннокентий. Отец жены, Эмиль Килдеску — художник и скульптор.
Среди крестников Владимира Плахотнюка числятся политик и бизнесмен Андриан Канду и бизнесмен Дорин Дамир.

## Награды
29 августа 2007 года Влад Плахотнюк был награждён орденом «Трудовая Слава» президентом Республики Молдова Владимиром Ворониным, «за вклад в реконструкцию монастырского комплекса Курки и достоинство сохранения и пропаганды исторического и культурного наследия», а 24 июля 2014 года президент Николай Тимофти наградил Орденом Республики «за решающий вклад в достижение главной внешнеполитической цели Республики Молдова — политического объединения и экономической интеграции с Европейским союзом». 18 февраля 2021 года лишён Ордена Республики указом президента Майи Санду.